# Канингамова казуарина
Канингамова казуарина (Casuarina cunninghamiana Miq.) је једна од 35 врста рода Casuarina. Назив рода потиче од малајске речи casuari, због сличности гранчица са перјем птице казуар. Један од честих назива за ову врсту је she-oak, који се користи у Аустралији и односи се на атрактивну текстуру коре стабла која је слична кори храста. Епитет врсте дат је у част Алана Канингама (Alan Cunningham, 1791-1839), аустралијског ботаничара, истраживача и управника Ботаничке баште у Сиднеју.

## Опис врсте
Канингамова казуарина је усправнорастуће дрво високо, или средње висине од 10 до 35 m и ширине круне око 10 метара. Круна густа, зимзелена. Кора је браон боје, ситно испуцала, налик крљуштима. Врста је дводома.
Листови су неразвијени, врло ситни, љуспасти, у нодусу 6-8 листова сраста у назубљени рукавац; избојци су танки, округласти, бледозелени, висећи, подсећају на листове раставића (Casuarina equisetifolia L., која је најсличнија Канингамовој казуарини, има епитет због ове особине). Интернодије су дуге око 3 mm.
Цветови су једнополни, мушки у терминалним округлим ресама, неупадљиви, црвенкастобраон боје, 0,4–4 cm дуги, широки до 3 mm, на врховима изданака, спирално поређани у 11-13 спирала по реси. Женски цветови су мали, црвенкасти, у главичастим цвастима овалног облика, 5 mm дуги. Цвета током маја-јуна, понекад поновљено током топлијих јесени. Казуарине су анемофилне врсте, па имају лак полен; странооплодне су.
Плодови, ахеније са терминалним крилом, у малим округлим "шишаркама", величине 7–14 mm. Појединачни плодови су ситни (440.000–550.000/kg) браон боје са криоцем 3–4 mm дуги, сазревају у септембру-октобру. По сазревању семе се брзо осипа..

## Ареал
Casuarina cunninghamiana је аутохтона врста у Аустралији, на територији која се протеже од реке Дејли на северу до истока према Квинсленду и источном Новом Јужном Велсу. Јавља се на надморским висинама од 0 до 200 m, у срединама са просечном годишњом температуром од -13 do +29оC, и просечном годишњом количином падавина од 50 до 500 mm. Популације на вишим надморским висинама у Новом Јужном Велсу подносе температуре до -10оC.
Интродукована је у многим земљама широм света са одговарајућим климатским условима, као што су: Аргентина, Бразил, Венецуела, Египат, Етипоија, Замбија, Израел, Индија, Кенија, Костарика, Мексико, Палестина, САД, Тајланд, Танзанија, Чиле, Шпанија, Шри Ланка ... У неким деловима света може да буде инвазивна.

## Биоеколошке карактеристике
Као аутохтона врста у Аустралији, Casuarina cunninghamiana се углавном налази у топлој, умерено влажној климатској зони. Неки обалски локалитети се налазе у топлој влажној климатској зони, док су неке популације даље ка унутрашњости копна у умерено сувој климатској зони. Ова врста је генерално доминантна у биљним заједницама речних корита. Ограничена је на корита река и потока и може се простирати у краткој раздаљини до стеновитих падина брда изнад водотока. Подноси умерено слане услове, међутим, у природним условима, када речна вода постаје сланкаста у приобалским подручјима обично је замени Casuarina glauca Sieber.
Хелиофилна је и отпорна на сушу, али само уз погодан ниво подземних вода, које би надокнадиле мањак падавина. Када се посади ван свог природног станишта, прилагођава се средње сувим стаништима. Релативно је отпорна на ватру, посебно у млађем добу.
Расте на пешчаним или глинасто песковитом земљиштима, укључујући и шљунковите терасе старих речних токова, и ређе глине. Успешно се сади у киселим, базним, неутралним, заслањеним и лошим земљиштима и падинама погођеним ерозијом. На изразито кречњачким земљиштима постаје хлоротична. Као азотофиксатор подноси екстремно сиромашна земљишта.

## Значај
Млада стабла Casuarina cunninghamianа служе за испашу стоке, а лишће је корисно као сточна храна у сушним периодима, мада нема велику хранљиву вредност. Дрво ове врсте је тешко за обраду и захтева добро полирање. Користи се за панеле, намештај, бурад, држаље за секире, украсне предмете, као и дрво за грађу.
U Аустралији лишће се користи за бојење вуне како би се добиле нијансе златне, зелене и сиве боје, а кора за штављење коже.
Casuarina cunninghamiana се користи и за контролу ерозије, јер са својом мрежом финих секундарних коренова штити речне обале. У Египту се сади дуж путева да спречи њихово засипање песком, а представља и значајну врсту за спречавање зачепљења песком канала за наводњавање, такође је погодна за пошумљавање и стабилизацију пешчаних предела (дина). У великој мери се сади у ветробраним појасима

## Размножавање
Врста се размножава сетвом семена у пролеће у стакленику. Семе се сеје плитко (мање од 1 cm дубине). Када се клијавци довољно развију пикирају се индивидуално у посуде и гаје у стакленику до краја прве године. Наредног пролећа, по престанку опасности од мразева пресађују се на стално место.
Може да се размножи и полузрелим резницама јула-августа у ограђеним лејама .